# Dobrowolnoje (obwód kurgański)
Dobrowolnoje (ros. Добровольное) – wieś (dieriewnia) w Rosji, w obwodzie kurgańskim, w rejonie kurtamyskim. W 2010 liczyła 112 mieszkańców.